# サラ (カリ)

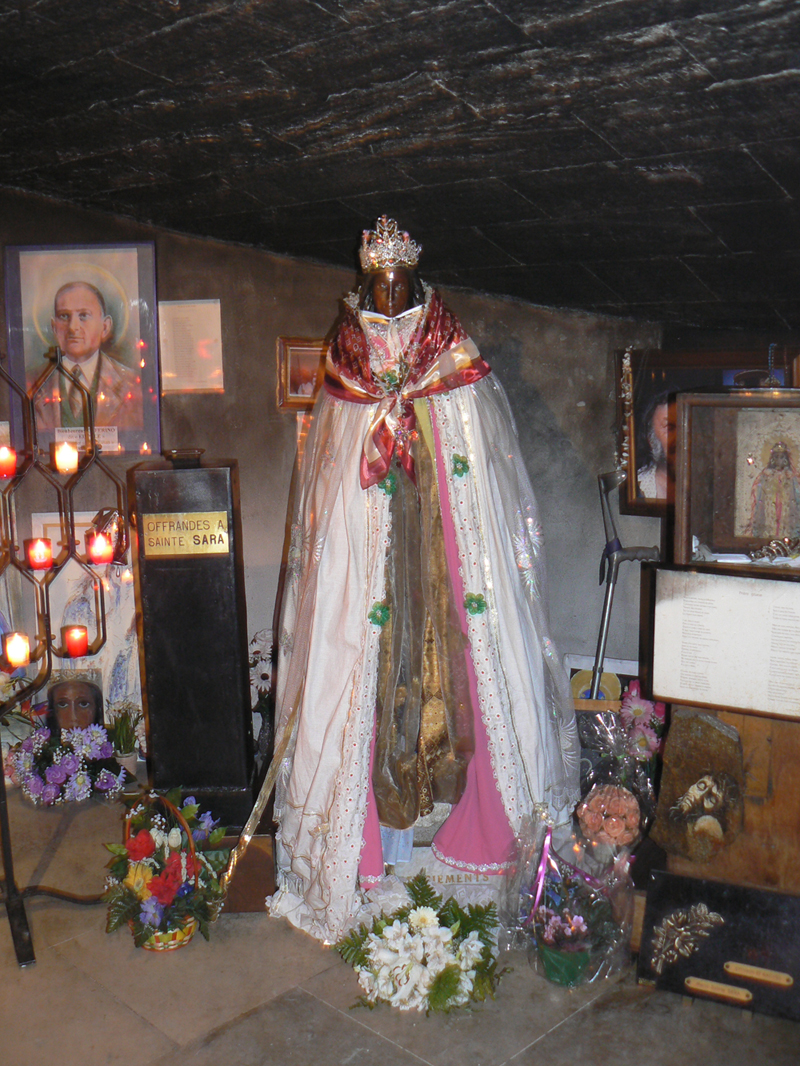
サント＝マリー＝ド＝ラ＝メールの拝所

サラ、サラ・カリ、サラ・ラ・カリまたは黒サラ（仏：Sainte Sara la Kali）は、南フランスの都市サント＝マリー＝ド＝ラ＝メールに伝わる聖女。ロマの守護聖人でもある。ただしカトリック教会で列聖されているわけではない。この地に漂着したマグダラのマリア、マリア・サロメ、マリア・ヤコベの従者であったとされる。
伝承ではマリアたちと一緒に来たとも、すでにこの地に住んでいたとも言われている。出身はエジプトあるいはインドとされ、褐色あるいは黒い肌の像がある。カリはインドの女神の名前から由来すると思われる。
毎年5月24日前後、10月22日前後に催される、この町の教会から聖女サラの像を海まで運ぶ祭りがあり、多くのロマが集まる。
マーガレット・スターバードはこの伝説のサラをマグダラのマリアの娘と考えた。ダン・ブラウンは推理小説『ダ・ヴィンチ・コード』の中で、これを借用している。